# Виноробство в Одеській області

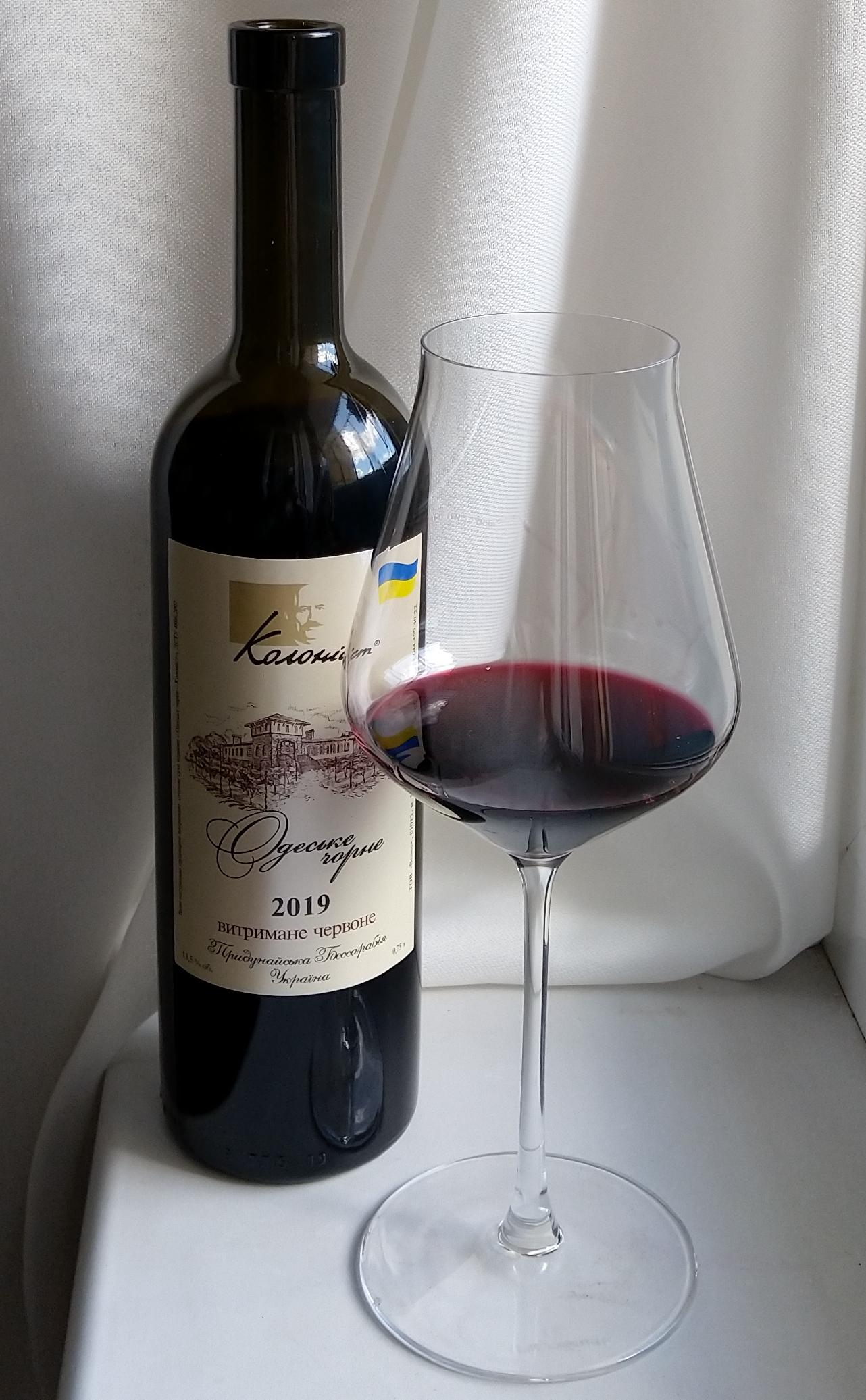
Вино з червоного сорту винограду «Одеський чорний»

Виноробство в Одеській області станом на 2018 рік охоплює 26,29 тис. га – 60,44 % від загальної площі виноградників України.
Область розташована в кліматично сприятливій зоні північно-західного Причорномор'я, від гирла річки Дунай до Тилігульського лиману, і є найбільшою виноробною областю України. Відповідно до даних 2015 року, виробництво винограду здійснюється в 13 з 26 районах (за попереднім адміністративно-територіальним поділом України). Сільськогосподарські підприємства виробили 2 966 984,57 центнери винограду 2018 року.
На 5 жовтня 2016 року згідно з офіційною класифікацією видів економічної діяльності, виробництво виноградних вин здійснюють 4 фізичні особи-підприємці та 152 юридичних осіб. Вирощуванням винограду зайняті 55 ФОПи та 528 юридичних осіб.
Станом на 2018 рік найбільша частка виробництва винових продуктів належить виноградному суслу – 57,88 %, на другому місці – виробництво вина з дійсною концентрацією спирту не більше 15 % – 24,08 %. Третє місце в області належить виробництву вина ігристого зі свіжого винограду – 10,77 %.
На область припадають Причорноморський та Бессарабський виноробні регіони.
Історія виноробства на території Одеської області бере свій відлік від прадавніх часів.

## Історія
До початку грецької колонізації Причорномор'я місцеві мешканці регіону вже підтримували виноробство. Проте, широке розповсюдження ремесла, почалось з грецької колонізації у давні часи. Цей район перебував під впливом греків до середини II століття до н. е.
Після завоювання в 105—106 роках імператором Траяном провінції Дакії відбувається вплив на ці землі римлян, які активно колонізували цей регіон. Після переходу римських військ 271 року на південь, на місцях залишилась частина колоністів, які передавали автохтонному населенню досвід виведення сортів винограду та способи виноробства. Успішна акліматизація виноградної лози пов'язана із технологічною революцією господарств Північного Причорномор'я.
Перша писемна згадка пізньомодерного часу – лист воєводи Стефана Хмелецького, який подарував родині Нікоа Варзаря та його брату Теодеру «один виноградник» 1600—1625 років. Є свідчення Скендро, у якому повідомляється про випадок постачання вин до Москви 1790 року.
Після захоплення Очакова 1788 року князь Потьомкін надає у користування колоністам та українцям виноградники в Слободзеї, Яссах, Біляївці й Аджидері. Загалом, сучасна територія Одеської області охоплювала повністю або частково Ананьївський, Одеський, Ізмаїльський, Аккерманський, Балтський повіти.
У XIX столітті на Одещині осіла велика кількість представників різних національностей, які сприяли поширенню виноробства в регіоні. Так, від Ізмаїла і Кілії до Дністровського лиману, поширювалися вірменські поселення. Поруч засновували свої села болгари, сюди ж прибули перші німецькі колоністи з Варшавського герцогства, а пізніше – з Вюртембергу і Ельзасу. Грецьке повстання спонукало переселитись на нові землі біженців з Фракії і Архіпелагу. Вони осіли в Ізмаїлі, Рені та Аккермані. З України (Поділля) переселялись українці і молдавани, з французької Швейцарії – освічені хлібороби. Все це надало визначення регіону як «Америка Старого Світу».

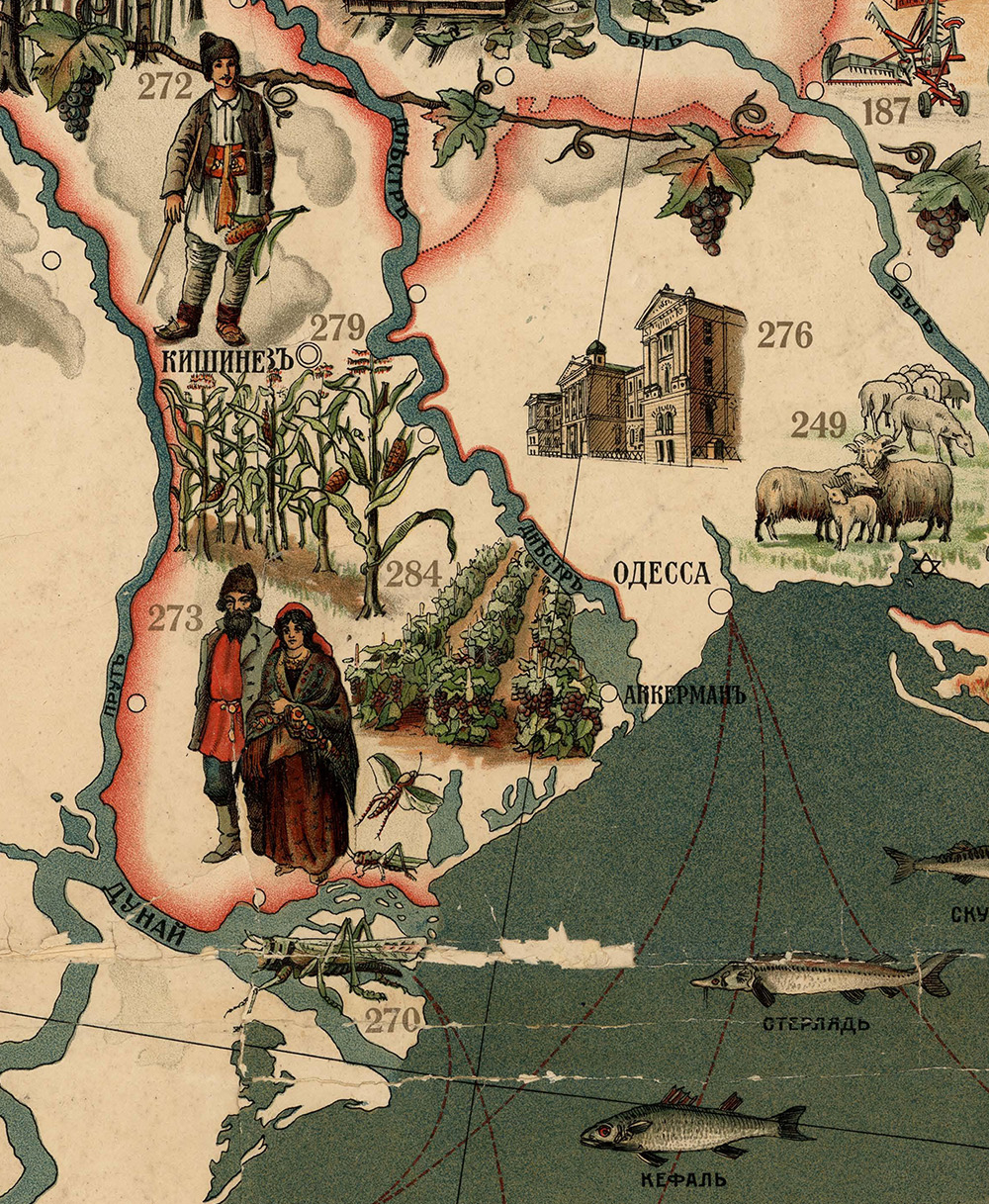
Ілюстрована карта Європейської Росії, Одеська область, 1896

Перший виноградний сад в Одесі, «з метою садівництва і виноробства», заснований 1798 року, відставним майором грецького батальйону на Молдаванці, поблизу Водяної балки. Саджанці привезли з Аккермана, але прижилися не всі і виноградні лози доправляли з Франції та Іспанії. Тут були закорковані перші бочки культурного вина.
1809 року на цьому місці герцог Рішельє заснував «справжні плантації дерев», які сьогодні називаються Дюківським садом.
Одеський купець Іван Рубо посадив 250 тисяч кущів винограду і шкілки з 130 тисяч французьких саджанців, на своїх ста десятинах землі, поблизу Тираспольського тракту. За статистикою Одеського градоначальства, лише в Одесі 1807 року налічувалося 8 виноградників площею понад 10 десятин, в 1812—1818 рр., за п'ять років – вже 54, а 1827 року їх понад 162. За тією ж статистикою 1860 року, Одеса виробляла 32 тисячі відер вина, колоністи і державні селяни – більш ніж по 40 тисяч відер, а поміщики – приблизно 5 тисяч відер.
1820—1850 роки характеризує бурхливий ріст, потім — зниження до 1890 року, згодом — збільшення до 1913 року площ виноробства на Одещині. З 1885 по 1910 рр. – це найпродуктивніші роки для виноробної галузі краю, який сьогодні (ХХІ ст.) називають Одеською областю. Площі виноградників зросли до 7 тисяч гектарів (6,5 тисяч десятин за статистикою Херсонського повіту). Щорічно в саму Одесу ввозилося приблизно мільйон пудів вина, переважно бессарабського з Аккермана, і лише третина – з Криму та Кавказу.
Імпорт невеликий, 20 тис. пудів в дерев'яному посуді. Це міцні вина: марсала, мадера, херес і до 40 тисяч пляшок ігристих вин. Через порт і залізницею, вивозилися в різні міста Російської імперії 600—700 тисяч пудів. Винна справа питомого відомства – найбільша в Одесі. За ним по сумі грошового обігу, судячи з відомостей міністерства фінансів про розлив вина, не менше 10 тис. відер на рік. Існували компанії власників Нуво, Сінадіно, Розенблата, Бернштейна, Гінанда, Болгарова, Сірогоса, Фішера, Рабиновича та заводи Товариства виноробства (1 300 000 рублів в активах) і Редерера (500 000 рублів).

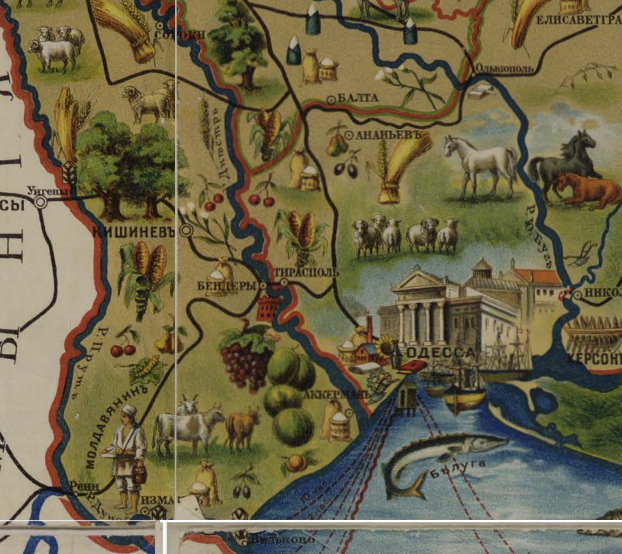
Наочна карта Європейської Росії, Одеська область, 1896

Після початку Великої війни та Російської революції у 1914—1922 роках масово знищують насадження, але від середини 20-х років виноробство, під час політики НЕПу та пізніше, частково відновлюється до 1936 року. 1931 року Наркомземсправ УРСР привласнює виноробній станції ім. В. Таїрова на Сухому лимані статус Інституту виноградарства і виноробства. Разом з тим, насправді заборонено цитування та популяризація вчених, селекціонерів, фахівців, які розвивали виноробство на Одещині до 1917 року.
Після Другої світової війни, колективізації, знову відбувається занепад виробництва. Вже у 1950-х і до кінця 1970-х років починається підйом виноробської галузі.
Новий відрізок бурхливого розвитку виноробства в Одеській області припав на 1960-ті роки: тоді площа наших виноградників майже зрівнялася з молдовськими і «Одессовхозвинтрест», який об'єднував 26 винрадгоспи та 13 виноробних заводів, виробляв стільки ж продукції, скільки й кримські об'єднання. Наприкінці 1980-х років минулого століття Одеська область виробляла 3,2 млн декалітрів вина, шампанського випускалося понад 10 млн пляшок.
Найбільшого розвитку виноградарство Одеської області досягло у 1981—1985 роках: було висаджено 18,5 тис. га нових виноградників. Виноградники посідали 2 % площі сільгоспугідь області, водночас давали 15 % грошових надходжень та до 25 % прибутку від реалізації продукції рослинництва.
Сухий закон часів перебудови, призвів до масового винищення виноробної галузі. За підрахунками економістів, у 1985–1990-х роках Одеська область втратила у виноградно-виноробному комплексі майже 1 мільярд доларів.
За останні тридцять років площа виноградних насаджень скоротилась більш ніж у 2,5 раза. Валовий виторг також скоротився у 2,2 раза. За останні тридцять років розкорчовано понад 50 тис. га виноградників Одеської області.

## Клімат і геологія

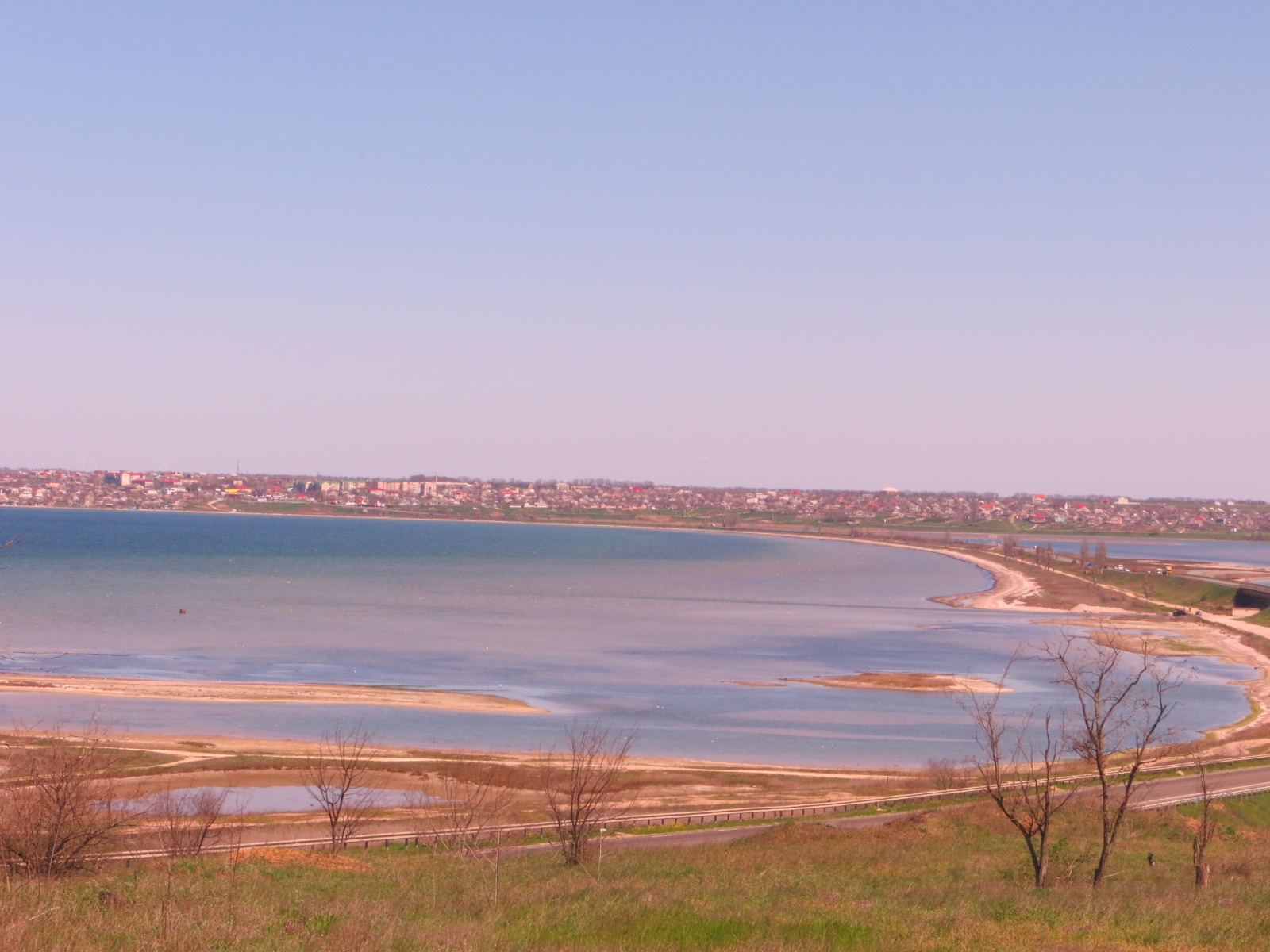
Тилігульський лиман

Природно-кліматичні умови південних районів Одеської області сприятливі для вирощування винограду.
Територія Одеської області витягнута в меридіональному напрямку від 45°11' до 48°12' північної широти.
Клімат вологий, помірно континентальний. У цілому клімат Одеської області поєднує риси континентального і морського. Зима м'яка, малосніжна і нестійка; середня температура січня від -2 °C на півдні до -5 °C на півночі. Для весни характерні похмура погода, тумани у зв'язку з охолоджувальним впливом моря.
Літо переважно спекотне, сухе; середня температура липня від 21 °C на північному заході до 23 °C на півдні, максимальна до 36–39 °C (в останні роки більше). Осінь тривала, тепліша за весну, переважно хмарна. Середньорічна температура коливається від 8,2 °C на півночі до 10,8 °C на півдні області.
Загальна сума опадів 340—470 мм на рік, головним чином випадають влітку (часто у вигляді злив). Число годин сонячного світла приблизно 2200 на рік. Тривалість вегетаційного періоду 168—210 діб із загальною сумою температур від 28 °C до 34 °C.
Взимку переважають північні і південно-західні вітри, влітку – північно-західні та північні. Південна половина області схильна до посух, курних бур, суховіїв.

### Ґрунтовно-кліматичні зони

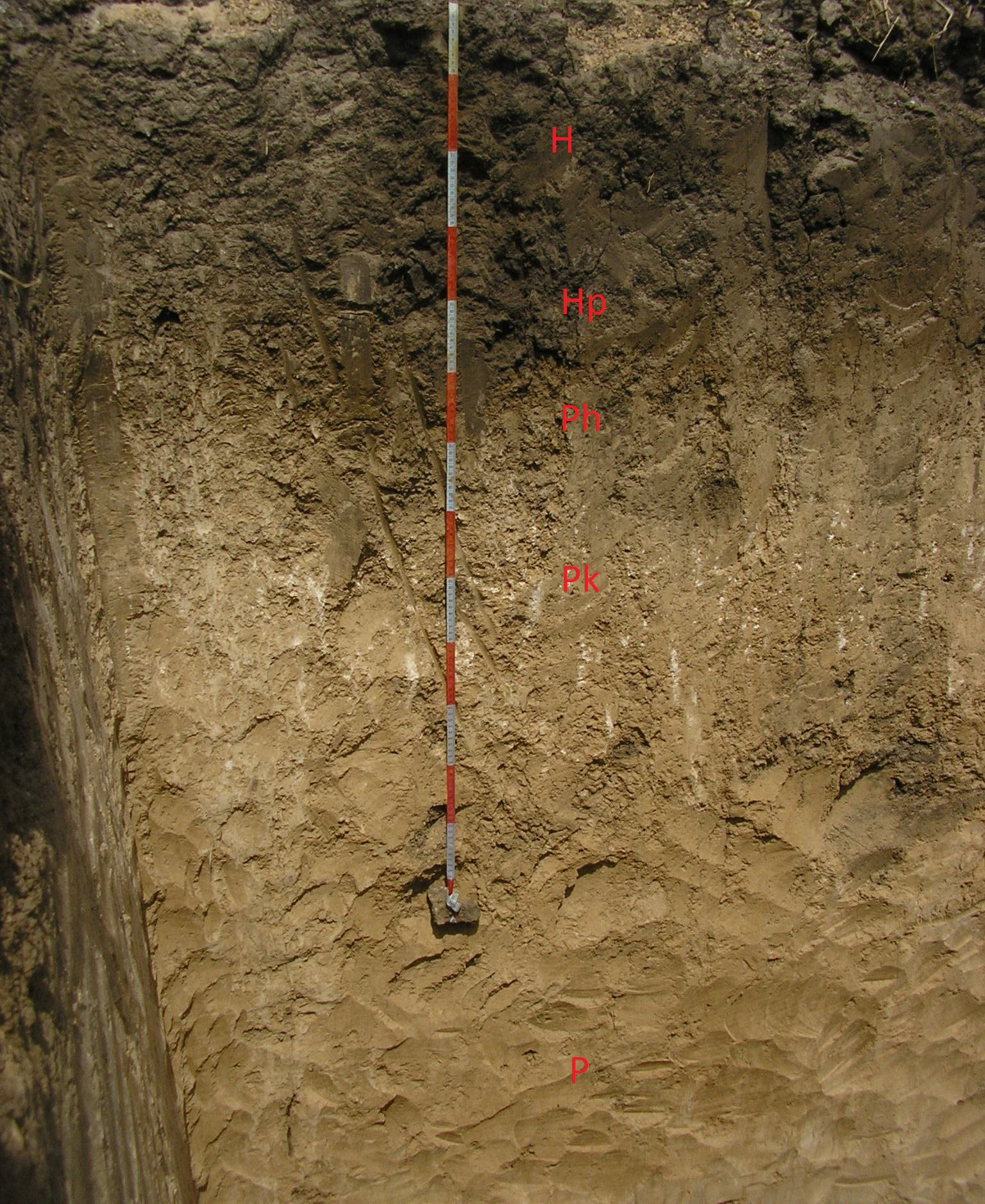
Профіль чорнозему південного на території Лиманського району Одеської області

Основними типами ґрунтів виноробства в Одеській області є чорноземи південні та чорноземи звичайні.
На чорноземах звичайних розташовані виноградники посідають площу 25873 га – 66,4 %, на чорноземах південних 13076 га – 33,6 %.
Одеську область щодо виноробства поділяють на західну лісостепову підвищену широкохвилясту, Тілігуло-Кучурганську, Дністровсько-Тілігульську, Придністровську плавневу, Одеську рівнинну, центральну широкохвилясту, Болградську природно-виноградну ґрунтовно-кліматичні зони.
- Західна лісостепова підвищена широкохвиляста ґрунтовно-кліматична зона розташована на чорноземах звичайних, до якого належать Березівський та Великомихайлівський адміністративні райони. Основне виноробство становить столовий виноград, технічні сорти для виробництва столових і шампанських вин[22].
- Тілігуло-Кучурганська, Дністровсько-Тілігульська, Придністровська плавнева, Одеська рівнинна ґрунтовно-кліматична зона розташована на чорноземах звичайних та південних. До неї відносять. Тарутинський, Білгород-Дністровський, Саратський, Роздільнянський, Біляївський, Овідіопольський райони. Ця зона має сприятливі умови для виробництва столового винограду, також виробництва шампанських та коньячних виноматеріалів, столових сухих та столових напівсухих вин[22].
- Центральна широкохвиляста ґрунтовно-кліматична зона знаходиться на звичайних та південних міцелярно-карбонатних чорноземах. Вона розташована в Арцизькому, Саратському та центральній частині Білгород-Дністровського району, Татарбунарський південно-східній частині Білгород-Дністровського району на чорноземах міцелярно-карбонатних, дернових піщаних та глинисто-піщаних ґрунтах. Ця зона має сприятливі умови для виноробства столових вин, шампанських та коньячних виноматеріалів, міцних та десертних вин[22].
- Болградська природно-виноградна ґрунтовно-кліматична зона відноситься до Болградського, південної частини Ренійського, східної і західної Ізмаїльського районів на чорноземах південних міцелярно-карбонатних, а також Кілійський район без придунайської частини. До неї також відносять Дунайський приплавневий природно-виноградний район з придунайськими частинами Ізмаїльського, Кілійського, Ренійського районів на чорноземах південних міцелярно-карбонатних та алювіальних дернових ґрунтах у заплаві Дунаю[22].

| Площі виноградників за групами ґрунтів | Площі виноградників за групами ґрунтів | Площі виноградників за групами ґрунтів | Площі виноградників за групами ґрунтів |
| Район                                  | Усього, га                             | Групи ґрунтів                          | Групи ґрунтів                          |
| Район                                  | Усього, га                             | чорноземи звичайні                     | чорноземи південні                     |
| -------------------------------------- | -------------------------------------- | -------------------------------------- | -------------------------------------- |
| Арцизький район                        | 2215                                   | 2215                                   | –                                      |
| Білгород-Дністровський район           | 3931                                   | 2026                                   | 1905                                   |
| Біляївський район                      | 1156                                   | 1156                                   | –                                      |
| Болградський район                     | 6990                                   | 5380                                   | 1610                                   |
| Великомихайлівський район              | 167                                    | 167                                    | –                                      |
| Ізмаїльський район                     | 1756                                   | –                                      | 1756                                   |
| Кілійський район                       | 1801                                   | –                                      | 1801                                   |
| Овідіопольський район                  | 2534                                   | 176                                    | 2358                                   |
| Роздільнянський район                  | 1543                                   | 1543                                   | –                                      |
| Ренійський район                       | 1988                                   | –                                      | 1988                                   |
| Саратський район                       | 5035                                   | 5035                                   | –                                      |
| Тарутинський район                     | 7305                                   | 7305                                   | –                                      |
| Татарбунарський район                  | 2528                                   | 870                                    | 1658                                   |
| Усього по області                      | 38949                                  | 25873                                  | 13076                                  |

### Зони теплозабезпечення

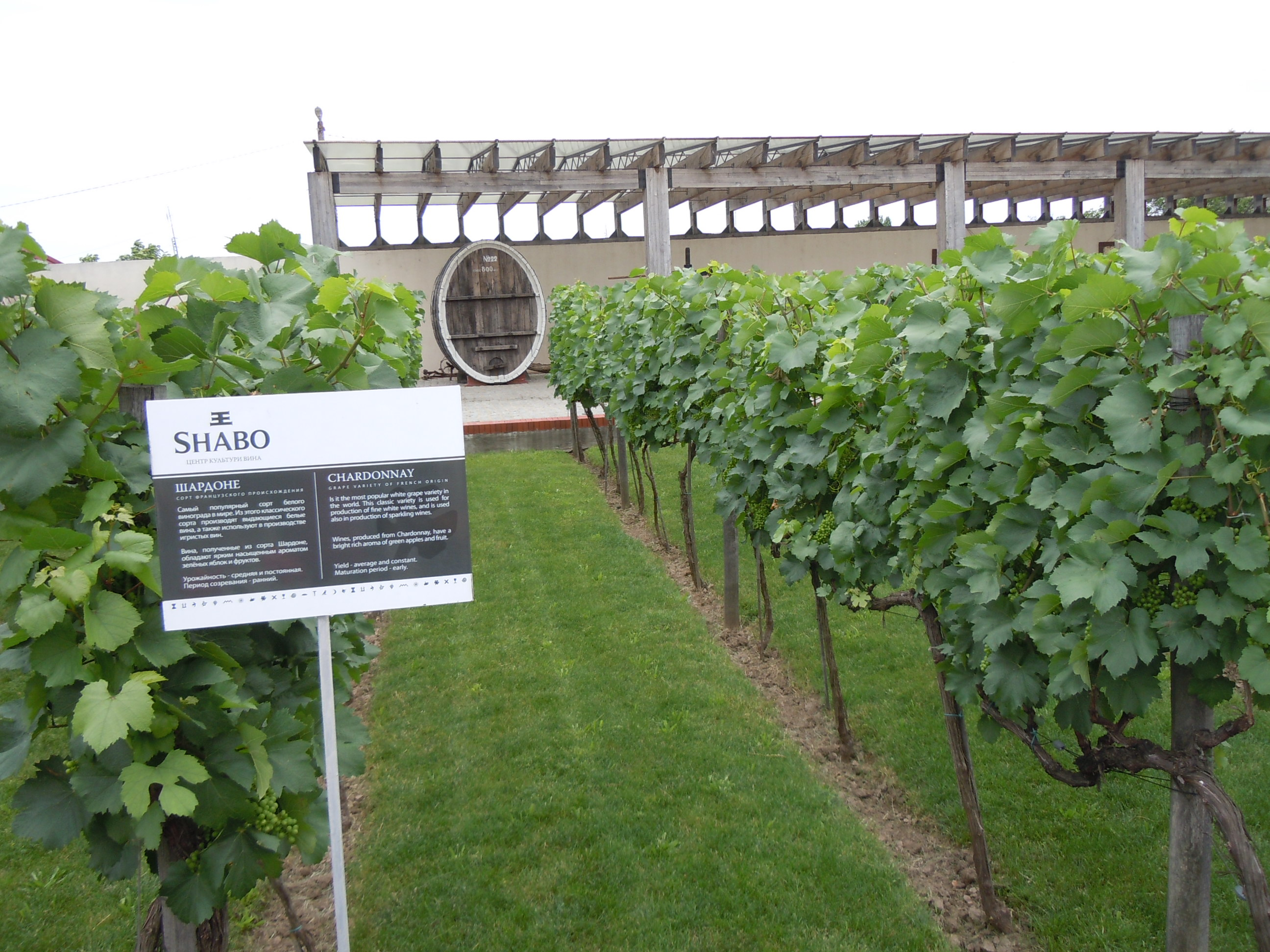
Виноградники при Центрові культури вина в Шабо

Теплозабезпеченням у зоні активних температур становить 3000–3500 °C. 2016 року у цій зоні теплозабезпечення розташовані найбільші площі виноградних насаджень – 37239 га – 95,6 %. У зоні до 3000 °C є невелика площа виноградних насаджень – 1700 га – 4,4 %.
За зонами теплозабезпечення Одеська область розподілена на чотири райони: північний – помірно теплий, перший центральний – теплий, другий центральний – дуже теплий, південний – спекотний. Виноградне виробництво розташоване в другому центральному, дуже теплому та південному спекотному районах Одеської області.

## Виноградні сорти, площа насаджень, стан, зрідженість
Станом на 1 серпня 2008 року асортимент виноградників Одеської області представлений 82 сортами, в тому числі 42 технічних і 40 столових. З них районованих – 49 сортів, які посідають 29,7 тис. га або 76 % площі виноградників даної області. Технічні сорти обіймають більше, ніж 90 % виноградників, з них Аліготе – 16,2 %, Каберне Совіньйон – 13,1, Ркацителі – 7,4, Одеський чорний – 6,0, Мерло – 5,7, Шардоне – 5,3, Совіньйон зелений – 4,7.
| Площа технічних сортів винограду | Площа технічних сортів винограду       | Площа технічних сортів винограду | Площа технічних сортів винограду | Площа технічних сортів винограду |
| № п/п                            | Сорт                                   | Площа, га (Україна)              | Площа, % (Україна)               | Площа, га (Одеська область)      |
| -------------------------------- | -------------------------------------- | -------------------------------- | -------------------------------- | -------------------------------- |
|                                  | Всього                                 | 84609,1                          | x                                | 38939                            |
|                                  | Всього технічних сортів, у тому числі: | 72710,2                          | 100 %                            | 35130,3                          |
| 1                                | Аліготе                                | 9626,5                           | 13,24 %                          | 5683,7                           |
| 2                                | Антей магарацький                      | 5,1                              | 0,01 %                           | 2,9                              |
| 3                                | Бастардо Магарацький                   | 1330,4                           | 1,83 %                           | 178,7                            |
| 4                                | Біанка                                 | 733,8                            | 1,01 %                           | 153,3                            |
| 5                                | Віоріка                                | 17,8                             | 0,08 %                           | 8,2                              |
| 6                                | Голубок                                | 233,7                            | 0,32 %                           | 182,8                            |
| 7                                | Гренаш білий                           | 1,1                              | 0,00 %                           | 1,1                              |
| 8                                | Зейбель                                | 37,0                             | 0,05 %                           | 37,0                             |
| 9                                | Іллічівський ранній                    | 6,0                              | 0,01 %                           | 6,0                              |
| 10                               | Каберне Совіньйон                      | 8468,5                           | 11,65 %                          | 4294,7                           |
| 11                               | Ланселот                               | 13,1                             | 0,02 %                           | 13,1                             |
| 12                               | Лідія                                  | 270,2                            | 0,37 %                           | 2,8                              |
| 13                               | Мерло                                  | 2819,9                           | 3,88 %                           | 2018,0                           |
| 14                               | Мускат білий                           | 673,9                            | 0,93 %                           | 96,5                             |
| 15                               | Мускат гамбурзький                     | 49,3                             | 0,07 %                           | 20,1                             |
| 16                               | Мускат Лівадія                         | 1,2                              | 0,00 %                           | 1,2                              |
| 17                               | Мускат одеський                        | 346,3                            | 0,48 %                           | 165,4                            |
| 18                               | Мускат Оттонель                        | 590,8                            | 0,81 %                           | 321,2                            |
| 19                               | Одеський чорний                        | 2426,3                           | 3,34 %                           | 2109,0                           |
| 20                               | Ожибі                                  | 11,0                             | 0,02 %                           | 11,0                             |
| 21                               | Первенець Магарача                     | 642,8                            | 0,88 %                           | 26,3                             |
| 22                               | Піно білий                             | 338,2                            | 0,47 %                           | 53,4                             |
| 23                               | Піно міньє                             | 43,1                             | 0,06 %                           | 43,1                             |
| 24                               | Піно сірий                             | 637,0                            | 0,88 %                           | 518,3                            |
| 25                               | Піно чорний                            | 767,1                            | 1,06 %                           | 415,8                            |
| 26                               | Подарок Магарача                       | 212,0                            | 0,29 %                           | 3,0                              |
| 27                               | Рісус                                  | 94,2                             | 0,13 %                           | 7,2                              |
| 28                               | Рислінг (рейнський)                    | 2702,0                           | 3,72 %                           | 842,0                            |
| 29                               | Ркацителі                              | 11552,4                          | 15,89 %                          | 2593,8                           |
| 30                               | Рубін Голодриги                        | 51,4                             | 0,07 %                           | 8,4                              |
| 31                               | Рубін тахровський                      | 11,8                             | 0,02 %                           | 7,8                              |
| 32                               | Сапераві                               | 1546,1                           | 2,13 %                           | 397,9                            |
| 33                               | Серексія                               | 1,0                              | 0,00 %                           | 1,0                              |
| 34                               | Сільванер                              | 107,4                            | 0,15 %                           | 17,1                             |
| 35                               | Сіра                                   | 17,2                             | 0,02 %                           | 1,1                              |
| 36                               | Совіньйон білий                        | 953,0                            | 1,31 %                           | 953,0                            |
| 37                               | Совіньйон зелений                      | 2691,1                           | 3,70 %                           | 1651,4                           |
| 38                               | Сухолиманський білий                   | 1477,4                           | 2,03 %                           | 1204,8                           |
| 39                               | Тельті курук                           | 245,7                            | 0,34 %                           | 245,7                            |
| 40                               | Трамінер рожевий                       | 961,1                            | 1,32 %                           | 407,1                            |
| 41                               | Фетяска біла (Леанка)                  | 1451,3                           | 2,00 %                           | 991,0                            |
| 42                               | Шардоне                                | 2984,6                           | 4,10 %                           | 1844,3                           |
|                                  | Гібриди                                | 6735,2                           | 9,26 %                           | 6735,2                           |
|                                  | Інші та сортосуміші                    | 3797                             | 5,22 %                           | 554,9                            |

|         |                   |       |        |
| Аліготе | Каберне Совіньйон | Мерло | Біанка |

| Площа столових сортів винограду | Площа столових сортів винограду      | Площа столових сортів винограду | Площа столових сортів винограду | Площа столових сортів винограду |
| № п/п                           | Сорт                                 | Площа, га (Україна)             | Площа, % (Україна)              | Площа, га (Одеська область)     |
| ------------------------------- | ------------------------------------ | ------------------------------- | ------------------------------- | ------------------------------- |
|                                 | Всього столових сортів в тому числі: | 11898,9                         | 100 %                           | 3818,7                          |
| 1                               | Альфонс Лаваллє                      | 29,6                            | 0,25 %                          | 29,6                            |
| 2                               | Аркадія                              | 300,4                           | 2,52 %                          | 180,4                           |
| 3                               | Атіла                                | 13,2                            | 0,11 %                          | 13,2                            |
| 4                               | Вересень                             | 4,4                             | 0,04 %                          | 4,4                             |
| 5                               | Вікторія                             | 5,0                             | 0,04 %                          | 5,0                             |
| 6                               | Восток                               | 14,8                            | 0,12 %                          | 1,0                             |
| 7                               | Восторг                              | 208,0                           | 1,75 %                          | 37,8                            |
| 8                               | Грочанка                             | 57,4                            | 0,48 %                          | 15,2                            |
| 9                               | Декабрський                          | 67,7                            | 0,57 %                          | 37,7                            |
| 10                              | Дністровський рожевий                | 6,4                             | 0,05 %                          | 6,0                             |
| 11                              | Дойна                                | 92,1                            | 0,77 %                          | 92,1                            |
| 12                              | Зорька                               | 18,0                            | 0,15 %                          | 18,0                            |
| 13                              | Золотистий устойчивий                | 5,0                             | 0,04 %                          | 5,0                             |
| 14                              | Жемчуг Сабо                          | 10,0                            | 0,08 %                          | 10,0                            |
| 15                              | Ізабела                              | 74,0                            | 0,62 %                          | 74,0                            |
| 16                              | Іршаї Олівер (Золотистий ранній)     | 271,1                           | 2,28 %                          | 211,1                           |
| 17                              | Італія                               | 51,7                            | 0,43 %                          | 51,7                            |
| 18                              | Карабурну                            | 159,6                           | 1,34 %                          | 15,7                            |
| 19                              | Кардинал                             | 399,7                           | 3,36 %                          | 80,5                            |
| 20                              | Кеша                                 | 66,7                            | 0,56 %                          | 55,9                            |
| 21                              | Кодрянка                             | 31,3                            | 0,26 %                          | 1,5                             |
| 22                              | Королева виноградників               | 239,5                           | 2,01 %                          | 215,5                           |
| 23                              | Красуня Цегледа                      | 27,1                            | 0,23 %                          | 27,1                            |
| 24                              | Мечта                                | 8,7                             | 0,07 %                          | 8,7                             |
| 25                              | Молдова                              | 2489,9                          | 20,93 %                         | 964,4                           |
| 26                              | Мускат гамбурзький                   | 1023,3                          | 8,60 %                          | 149,4                           |
| 27                              | Мускат жемчужний                     | 22,6                            | 0,19 %                          | 22,6                            |
| 28                              | Мускат Італія                        | 877,7                           | 7,38 %                          | 53,6                            |
| 29                              | Мускат таїровський                   | 35,9                            | 0,30 %                          | 34,5                            |
| 30                              | Мускат янтарний                      | 676,9                           | 5,69 %                          | 171,1                           |
| 31                              | Одеський ранній                      | 72,7                            | 0,61 %                          | 72,7                            |
| 32                              | Одеський сувенір                     | 249,5                           | 2,10 %                          | 166,6                           |
| 33                              | Оригінал                             | 10,8                            | 0,09 %                          | 10,8                            |
| 34                              | Ранній Магарача                      | 853,2                           | 7,17 %                          | 412,8                           |
| 35                              | Страшенський                         | 17,2                            | 0,14 %                          | 3,6                             |
| 36                              | Сурученський білий                   | 149,8                           | 1,26 %                          | 79,7                            |
| 37                              | Таврія                               | 69,3                            | 0,58 %                          | 12,3                            |
| 38                              | Талісман                             | 5,2                             | 0,04 %                          | 3,0                             |
| 39                              | Чауш чорнокримський                  | 24,2                            | 0,20 %                          | 6,0                             |
| 40                              | Шасла біла                           | 242,9                           | 2,04 %                          | 138,3                           |
|                                 | Колекція столових сортів             | 25,1                            | 0,21 %                          | 25,1                            |
|                                 | Інші та сортосуміші                  | 1203,6                          | 10,12 %                         | 294,1                           |

|          |                    |            |
| Кардинал | Мускат гамбурзький | Шасла біла |

### Площі насадження, віковий склад, стан виноградників
Станом на 2015 рік, площа виноградних насаджень Одеської області становить 38949 га.
Найбільші площі насаджень в Тарутинському районі – 7305 га, Болградському – 6990 га, Саратському – 5035 га, Білгород-Дністровському – 3931 га, менші площі розташовані в Овідіопольському – 2534 га, Ренійському – 1988 га, Арцизькому – 2215 га, Татарбунарському – 2528 га, Кілійському – 1801 га, Ізмаїльському – 1756 га, Біляївському – 1156 га, Роздільнянському – 1543 га, Великомихайлівському – 167 га.
| Площа виноградних насаджень в Одеській області, га | Площа виноградних насаджень в Одеській області, га | Площа виноградних насаджень в Одеській області, га | Площа виноградних насаджень в Одеській області, га | Площа виноградних насаджень в Одеській області, га | Площа виноградних насаджень в Одеській області, га |
| Район                                              | Площа                                              | в тому числі                                       | в тому числі                                       | в тому числі                                       | в тому числі                                       |
| Район                                              | Площа                                              | плодючі                                            | зрошувані                                          | власнокореневі                                     | щеплені                                            |
| -------------------------------------------------- | -------------------------------------------------- | -------------------------------------------------- | -------------------------------------------------- | -------------------------------------------------- | -------------------------------------------------- |
| Арцизький район                                    | 2215                                               | 1889                                               | 842                                                | 45                                                 | 2170                                               |
| Білгород-Дністровський район                       | 3931                                               | 2639                                               | 29                                                 | 307                                                | 3624                                               |
| Біляївський район                                  | 1156                                               | 988                                                | –                                                  | 929                                                | 227                                                |
| Болградський район                                 | 6990                                               | 4806                                               | 266                                                | 692                                                | 6298                                               |
| Великомихайлівський район                          | 167                                                | 163                                                | –                                                  | 107                                                | 60                                                 |
| Ізмаїльський район                                 | 1756                                               | 824                                                | 503                                                | 347                                                | 1409                                               |
| Кілійський район                                   | 1801                                               | 1125                                               | 198                                                | 918                                                | 883                                                |
| Овідіопольський район                              | 2534                                               | 1790                                               | 388                                                | 123                                                | 2411                                               |
| Роздільнянський район                              | 1543                                               | 1052                                               | –                                                  | 156                                                | 1387                                               |
| Ренійський район                                   | 1988                                               | 1412                                               | 126                                                | 431                                                | 1557                                               |
| Саратський район                                   | 5035                                               | 4316                                               | –                                                  | 770                                                | 4265                                               |
| Тарутинський район                                 | 7305                                               | 4569                                               | –                                                  | 211                                                | 7094                                               |
| Татарбунарський район                              | 2528                                               | 1921                                               | 39                                                 | 534                                                | 1994                                               |
| Всього по області                                  | 38949                                              | 27494                                              | 2351                                               | 5570                                               | 33379                                              |

#### Віковий склад насаджень
Найбільшу площу займають насадження в групах 1–4 роки – 11846 га, 26–40 років – 11760 га, проміжні групи 5–10 років – 6883 га, 11–25 років – 7682 га. Найменшу площу займають насадження віком понад 40 років – 778 га. Серед цих насаджень значна частка виноградників населення. Старі насадження потребують заміни, тому виникає щорічна потреба у виноградних саджанцях приблизно 20 млн шт.
| Площа виноградників Одеської області за віковим складом, га | Площа виноградників Одеської області за віковим складом, га | Площа виноградників Одеської області за віковим складом, га | Площа виноградників Одеської області за віковим складом, га | Площа виноградників Одеської області за віковим складом, га | Площа виноградників Одеської області за віковим складом, га | Площа виноградників Одеської області за віковим складом, га |
| Район                                                       | Всього                                                      | В тому числі за віковими групами, років                     | В тому числі за віковими групами, років                     | В тому числі за віковими групами, років                     | В тому числі за віковими групами, років                     | В тому числі за віковими групами, років                     |
| Район                                                       | Всього                                                      | 1-4                                                         | 5-10                                                        | 11-25                                                       | 26-40                                                       | понад 40                                                    |
| ----------------------------------------------------------- | ----------------------------------------------------------- | ----------------------------------------------------------- | ----------------------------------------------------------- | ----------------------------------------------------------- | ----------------------------------------------------------- | ----------------------------------------------------------- |
| Арцизький район                                             | 2215                                                        | 303                                                         | 514                                                         | 304                                                         | 1069                                                        | 25                                                          |
| Білгород-Дністровський район                                | 3931                                                        | 1350                                                        | 386                                                         | 1182                                                        | 934                                                         | 79                                                          |
| Біляївський район                                           | 1156                                                        | 162                                                         | 243                                                         | 196                                                         | 543                                                         | 12                                                          |
| Болградський район                                          | 6990                                                        | 2261                                                        | 1320                                                        | 1917                                                        | 1366                                                        | 126                                                         |
| Великомихайлівський район                                   | 167                                                         | –                                                           | –                                                           | 67                                                          | 81                                                          | 19                                                          |
| Ізмаїльський район                                          | 1756                                                        | 1088                                                        | 289                                                         | 135                                                         | 227                                                         | 17                                                          |
| Кілійський район                                            | 1801                                                        | 685                                                         | 306                                                         | 234                                                         | 504                                                         | 72                                                          |
| Овідіопольський район                                       | 2534                                                        | 642                                                         | 820                                                         | 623                                                         | 438                                                         | 11                                                          |
| Роздільнянський район                                       | 1543                                                        | 493                                                         | 378                                                         | 437                                                         | 212                                                         | 23                                                          |
| Ренійський район                                            | 1988                                                        | 627                                                         | 348                                                         | 358                                                         | 582                                                         | 73                                                          |
| Саратський район                                            | 5035                                                        | 846                                                         | 694                                                         | 1114                                                        | 2333                                                        | 48                                                          |
| Тарутинський район                                          | 7305                                                        | 2781                                                        | 1227                                                        | 502                                                         | 2684                                                        | 111                                                         |
| Татарбунарський район                                       | 2528                                                        | 608                                                         | 358                                                         | 613                                                         | 787                                                         | 162                                                         |
| Всього по області                                           | 38949                                                       | 11846                                                       | 6883                                                        | 7682                                                        | 11760                                                       | 778                                                         |

#### Зрідженість виноградних насаджень

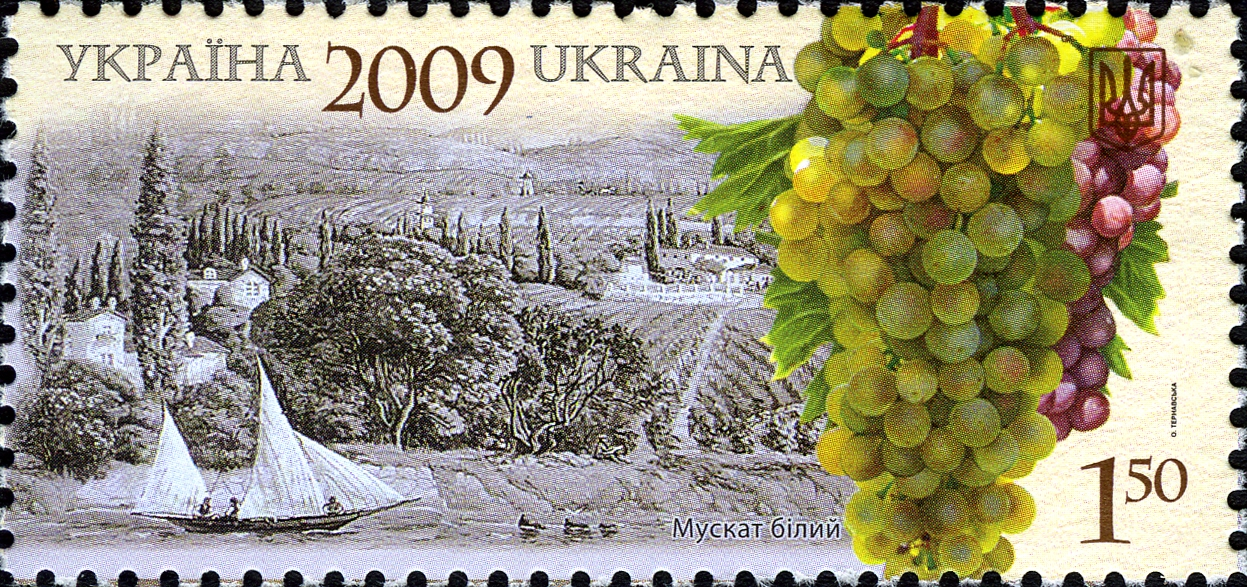
Серія «Виноробство в Україні». Марка України «Мускат білий»

Зрідженість виноградників негативно впливає на їх продуктивність. У середньому по області вона становить 19,1 %, а її площа складає 11437 га (29,3 %).
Найменша зрідженість в групі 1–4 роки – 6,9 %; 5–10 років – 15,2 %. У віковій групі 11–15 років – 29,7 %, віком від 16–25 років – 34,9 %. Таких виноградників налічується 7682 га. Найбільш зріджені виноградники 1983—1992 років і старіші. Таких виноградників в області 15960 га, їх зрідженість становить від 30,4 до 40,5 %. Насадження за 40 років розташовані головним чином на присадибних ділянках, вони краще доглянуті й тому менш зріджені. Висока зрідженість насаджень від 11 до 40 років обумовлена механічними пошкодженнями під час догляду, невідповідність підщеп, низьким афінітетом, невідповідністю сортів. Позбавлення зрідженості підвищує врожайність на 25–30 %.
| Зрідженість виноградних насаджень Одеської області | Зрідженість виноградних насаджень Одеської області | Зрідженість виноградних насаджень Одеської області | Зрідженість виноградних насаджень Одеської області | Зрідженість виноградних насаджень Одеської області | Зрідженість виноградних насаджень Одеської області | Зрідженість виноградних насаджень Одеської області | Зрідженість виноградних насаджень Одеської області |
| Район                                              | Всього, га                                         | в тому числі за віковими групами, %                | в тому числі за віковими групами, %                | в тому числі за віковими групами, %                | в тому числі за віковими групами, %                | в тому числі за віковими групами, %                | в тому числі за віковими групами, %                |
| Район                                              | Всього, га                                         | 1-4                                                | 5-10                                               | 11-15                                              | 16-25                                              | 26-40                                              | >40                                                |
| -------------------------------------------------- | -------------------------------------------------- | -------------------------------------------------- | -------------------------------------------------- | -------------------------------------------------- | -------------------------------------------------- | -------------------------------------------------- | -------------------------------------------------- |
| Арцизький район                                    | 2215                                               | 6                                                  | 18                                                 | 34                                                 | 35                                                 | 35                                                 | 18                                                 |
| Білгород-Дністровський район                       | 3931                                               | 7                                                  | 13                                                 | 43                                                 | 31                                                 | 34                                                 | 21                                                 |
| Біляївський район                                  | 1156                                               | 12                                                 | 15                                                 | 26                                                 | 36                                                 | 37                                                 | 28                                                 |
| Болградський район                                 | 6990                                               | 7                                                  | 15                                                 | 21                                                 | 38                                                 | 35                                                 | 23                                                 |
| Великомихайлівський район                          | 167                                                | –                                                  | –                                                  | 31                                                 | 41                                                 | 38                                                 | 21                                                 |
| Ізмаїльський район                                 | 1756                                               | 4                                                  | 19                                                 | 28                                                 | 38                                                 | 37                                                 | 22                                                 |
| Кілійський район                                   | 1801                                               | 4                                                  | 15                                                 | 29                                                 | 37                                                 | 34                                                 | 24                                                 |
| Овідіопольський район                              | 2534                                               | 4                                                  | 5                                                  | 30                                                 | 30                                                 | 37                                                 | 26                                                 |
| Роздільнянський район                              | 1543                                               | 6                                                  | 15                                                 | 27                                                 | 34                                                 | 39                                                 | 19                                                 |
| Ренійський район                                   | 1988                                               | 10                                                 | 19                                                 | 26                                                 | 31                                                 | 34                                                 | 20                                                 |
| Саратський район                                   | 5035                                               | 8                                                  | 17                                                 | 24                                                 | 31                                                 | 36                                                 | 20                                                 |
| Тарутинський район                                 | 7305                                               | 9                                                  | 17                                                 | 29                                                 | 36                                                 | 29                                                 | 21                                                 |
| Татарбунарський район                              | 2528                                               | 5                                                  | 14                                                 | 43                                                 | 36                                                 | 25                                                 | 23                                                 |
| Всього по області                                  | 38949                                              | 7                                                  | 15                                                 | 30                                                 | 35                                                 | 33                                                 | 22                                                 |

#### Стан виноградників
Зрідженість є однією з головних причин незадовільного стану виноградників.
В Арцизькому районі таких насаджень 930 га або 40,6 %, Великомихайлівському – 68 га – 42 %, Болградському – 2840 га – 40,6 %, Ізмаїльському – 64,8 га – 36,9 %, Татарбунарському – 2072 га – 28,4 %.
У задовільному стані знаходяться 16216 га або 41,6 %, в гарному стані 11296 га (29,0 %). Більша частина родючих виноградників поставлена на шпалеру – 23214 га – 69,7 %. На молодих виноградниках, на присадибних ділянках, шпалера ще не була встановлена – 101 65 га.
В незадовільному стані знаходиться велика частина вирощуваних насаджень. Ці насадження потребують відновлення чи перезакладання, вони не покривають затрат на їх догляд.
| Стан виноградників в районах Одеської області | Стан виноградників в районах Одеської області | Стан виноградників в районах Одеської області | Стан виноградників в районах Одеської області | Стан виноградників в районах Одеської області | Стан виноградників в районах Одеської області |
| Район                                         | Площа, га                                     | На шпалері                                    | Оцінка насаджень                              | Оцінка насаджень                              | Оцінка насаджень                              |
| Район                                         | Площа, га                                     | На шпалері                                    | хороші                                        | задовільні                                    | незадовільні                                  |
| --------------------------------------------- | --------------------------------------------- | --------------------------------------------- | --------------------------------------------- | --------------------------------------------- | --------------------------------------------- |
| Арцизький район                               | 2215                                          | 1375                                          | 480                                           | 805                                           | 903                                           |
| Білгород-Дністровський район                  | 3931                                          | 3166                                          | 670                                           | 2131                                          | 1130                                          |
| Біляївський район                             | 1156                                          | 154                                           | 358                                           | 471                                           | 327                                           |
| Болградський район                            | 6990                                          | 4504                                          | 1710                                          | 2440                                          | 2840                                          |
| Великомихайлівський район                     | 167                                           | 30                                            | 28                                            | 71                                            | 68                                            |
| Ізмаїльський район                            | 1756                                          | 630                                           | 262                                           | 846                                           | 648                                           |
| Кілійський район                              | 1801                                          | 386                                           | 567                                           | 815                                           | 419                                           |
| Овідіопольський район                         | 2534                                          | 1980                                          | 1005                                          | 1008                                          | 521                                           |
| Роздільнянський район                         | 1543                                          | 989                                           | 408                                           | 728                                           | 407                                           |
| Ренійський район                              | 1988                                          | 1175                                          | 706                                           | 883                                           | 399                                           |
| Саратський район                              | 5035                                          | 3513                                          | 1670                                          | 2269                                          | 1096                                          |
| Тарутинський район                            | 7305                                          | 4033                                          | 2769                                          | 2464                                          | 2072                                          |
| Татарбунарський район                         | 2528                                          | 1279                                          | 663                                           | 1285                                          | 580                                           |
| Всього по області                             | 38949                                         | 23214                                         | 11296                                         | 16216                                         | 11437                                         |

## Підприємства, наукові установи, культурні заклади, організації

### Промислові виноробні підприємства

#### Бессарабія

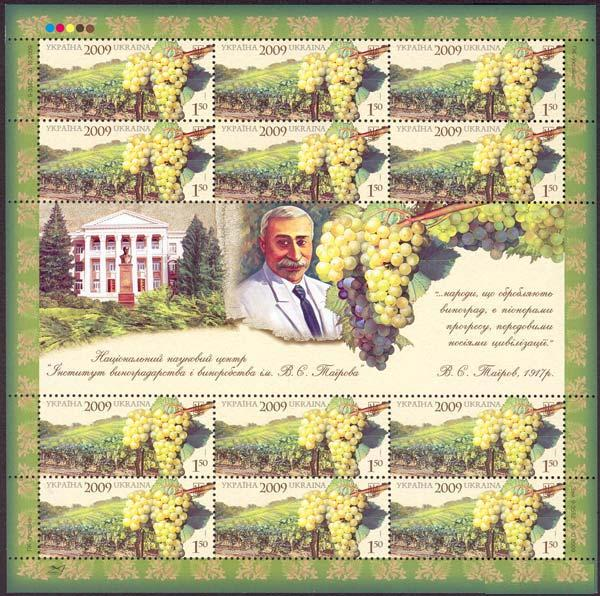
Серія «Виноробство в Україні». Марка України «Сухолиманський білий»

Промислово-торговельна компанія Шабо. Заснована 2003 року на базі винного виробництва України в селі Шабо. Сімейна справа родини Іукурідз. Теруар – 1250 га виноградників, 4 млн виноградних ліз. Всього є 30 сортів винограду. Об'єм виробництва складає 15 млн літрів на рік. Здійснює експорт у 18 країн світу – Європу, США, Канаду, Азію.
Відомі вина: Cabernet Reserve (сухе, червоне), Pinot Grigio Reserve (сухе, біле), Telti-Kukuruk Reserve (сухе, біле), Chardonay Reserve (сухе, біле), Merlot Reserve (сухе, червоне).
ТОВ «Винхол Оксамитне». Засноване 1998 року на теренах колишнього виноградного шато графа Давидова. Теруар розташований у долині озера Ялпуг. Загальна площа виноградників становить майже 1000 га, з яких 540 га власні. Кількість кущів на 1 гектар складає від 2650 до 3000 шт. Об'єм виробництва сягає 400 тисяч пляшок на рік. Експорт у Румунію та Німеччину.
Відомі вина: Sukholimanskiy Villa Tinta (сухе, біле), Merlot Villa Tinta (сухе, червоне), Cabernet Villa Tinta (сухе, червоне), Odesa Black Villa Tinta (сухе, червоне), Chardonnay Villa Tinta (сухе, біле).
Болградський виноробний завод. Історія заводу починається з 1901 року, коли на землях поміщика Давидова і комерсанта Васильєва почали виготовляти вино. Розташований у Болграді. Теруар міститься на понад 800-х гектарах, за рік компанія збирає приблизно 5–6 тисяч тонн винограду. Створюється приблизно 11 видів червоних, білих та ігристих вин. Експорт у Європу, Близький Схід, Китай тощо.
Відомі вина: Крижане вино (біле або червоне напівсолодке вино).

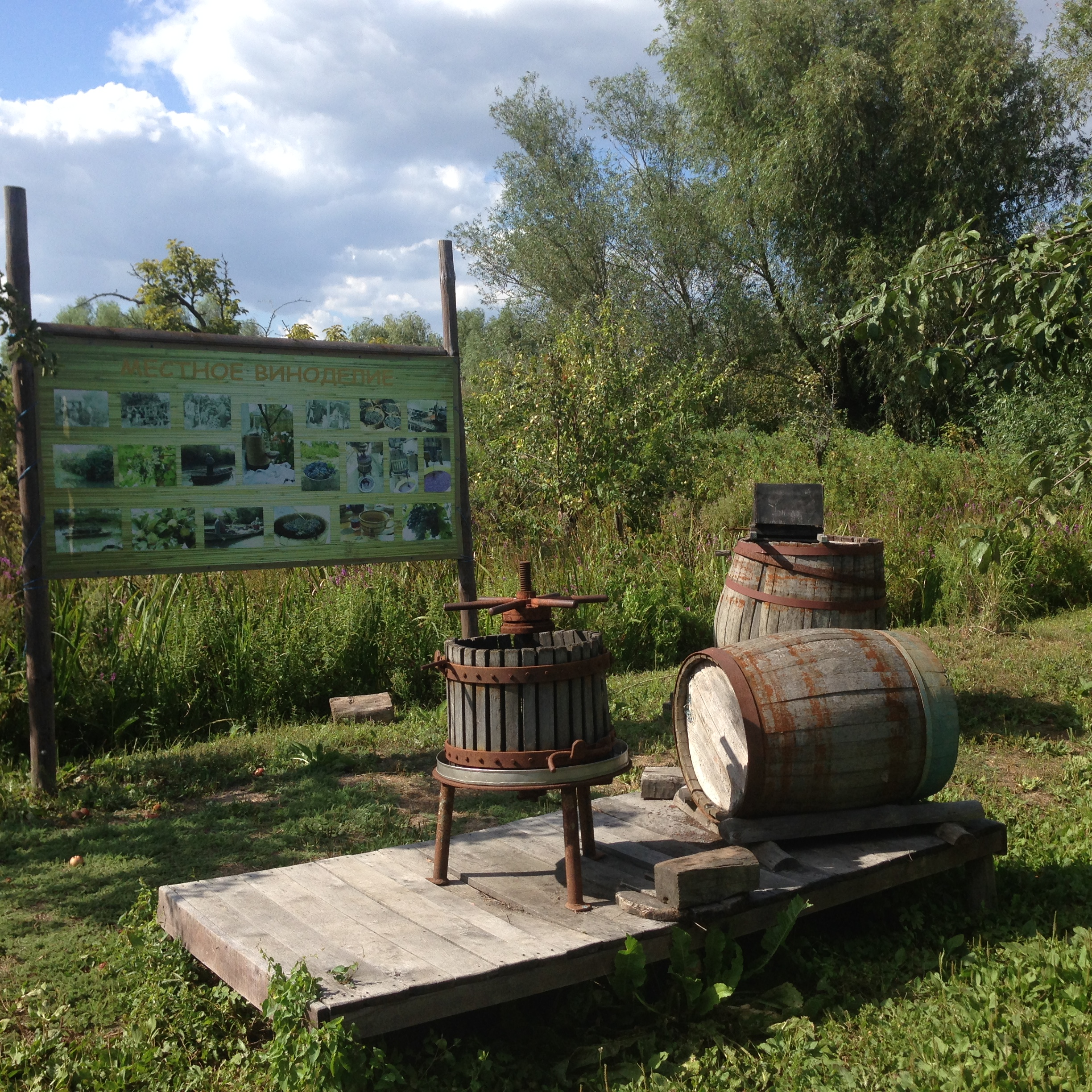
Експозиція музею на острові Очаківський

Компанія ТОВ ТВД «Агрокопітал». Заснована 2002 року. Розташована у селі Кам'янка. Переробляє 180—220 тонн винограду на добу. Місткісний парк дозволяє зберігати приблизно 1200 тон виноматеріалу. Виноградники підприємства посідають площу 200 га.
Білі сорти винограду: Шардоне, Рислінг, Совіньйон. Червоні сорти винограду: Каберне, Мерло, Піно, Нуар, Мускат Гамбурзький, Одеський Чорний.
ТМ «PAVA». Розташована у селі Камчик. Заснована 2017 року. Наявні три лінії розливу для ігристих (6000 бут./год) та тихих (3000 бут/год) вин.
Білі сорти винограду: Шардоне, Піно Грі, Мускат. Червоні сорти винограду: Каберне, Мерло, Піно Нуар, Сапераві.

#### Причорномор'я
Завод «Винтрест». Заснований 2005 року. Розташований у містечку Великодолинському. Завод міститься безпосередньо навпроти виноградників. Площа посадки виноградників складає 650 га. Щільність посадки лози на гектар складає від 2200 до 3600 кущів на 2 га. Вік лози від 19 до 15 років.
Відомі вина: Совіньйон Блан Grande Vallee (сухе, біле), Трамінер Grande Vallee (сухе, біле), Шардоне Grande Vallee (сухе, біле), Мерло Grande Vallee (сухе, червоне).
Одеський завод класичних вин. Заснований 2014 року. Розташовано у селі Базар'янка за 7 км від виноградників. Підприємство здатне переробляти до 120 т винограду за годину. Обсяг місткісного парку підприємства – понад 1 млн одночасного зберігання. Загальна площа насаджень підприємства понад 1400 га.
Відомі вина: Bastardo напівсолодке (напівсолодке, червоне), Cabernet (сухе, червоне).

### Крафтові виноробні підприємства

#### Бессарабія

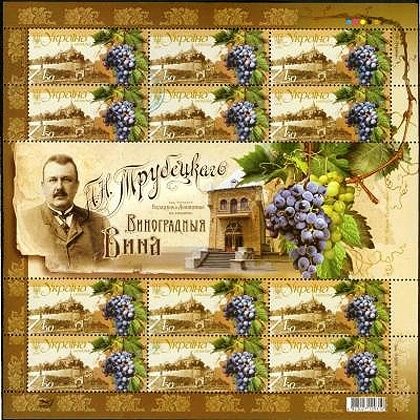
Серія «Виноробство в Україні». Марка України присвячена П. М. Трубецькому – засновнику класичного виноробства в Україні

Виноробня «Колоніст». Заснована 2005 року. Розташована в селі Криничне. Власність родини Плачкових. Площа теруару виноградників 33 га, у планах закладка ще 4–5 га. Щільність посадки лози: 3500 кущів на 1 га. Вік лози від 9 до 15 років.
Відомі вина: Одеське Чорне (сухе, червоне), Рислінг (напівсухе, біле), Каберне витримане (сухе, червоне), Сухолиманське (сухе, біле), Шардоне витримане (сухе, біле).
Виноробня «V.Petrov». Засноване 2003 року. Розташована у селі Струмок. Власність Валерія Петрова. 76 га виноградників. Щільність – 4000 кущів на 1 га. Вік лози – 15 років. Об'єм виробництва складає від 20 до 30 тисяч літрів на рік.
Відомі вина: Каберне (сухе, червоне), Мерло (сухе, червоне), Шардоне (сухе, біле), Перлина (сухе, біле).
Виноробня «Vinaria». Заснована 1945 року. Розташована у селі Лощинівка. Власність Валерія Польшакова. Площа теруару виноградників складає 1,5 га. Щільність посадки лози: 3500 кущів на 1 га. Вік лози від 12 до 3 років.
Відомі вина: Піно Блан (сухе, біле), Каберне Мерло (сухе, червоне), Піно Грі (сухе, біле), Шардоне (сухе, біле), Каберне (сухе, червоне).
Виноробня Chateau Lacarin. Власник – Крістоф Лакарен. Виробництво розташоване у селі Шабо. Перші виноградники придбано 2005 року. На сьогодні теруар винограду сягає 40 га. Щільність складає 1650 кущів на 1 га.

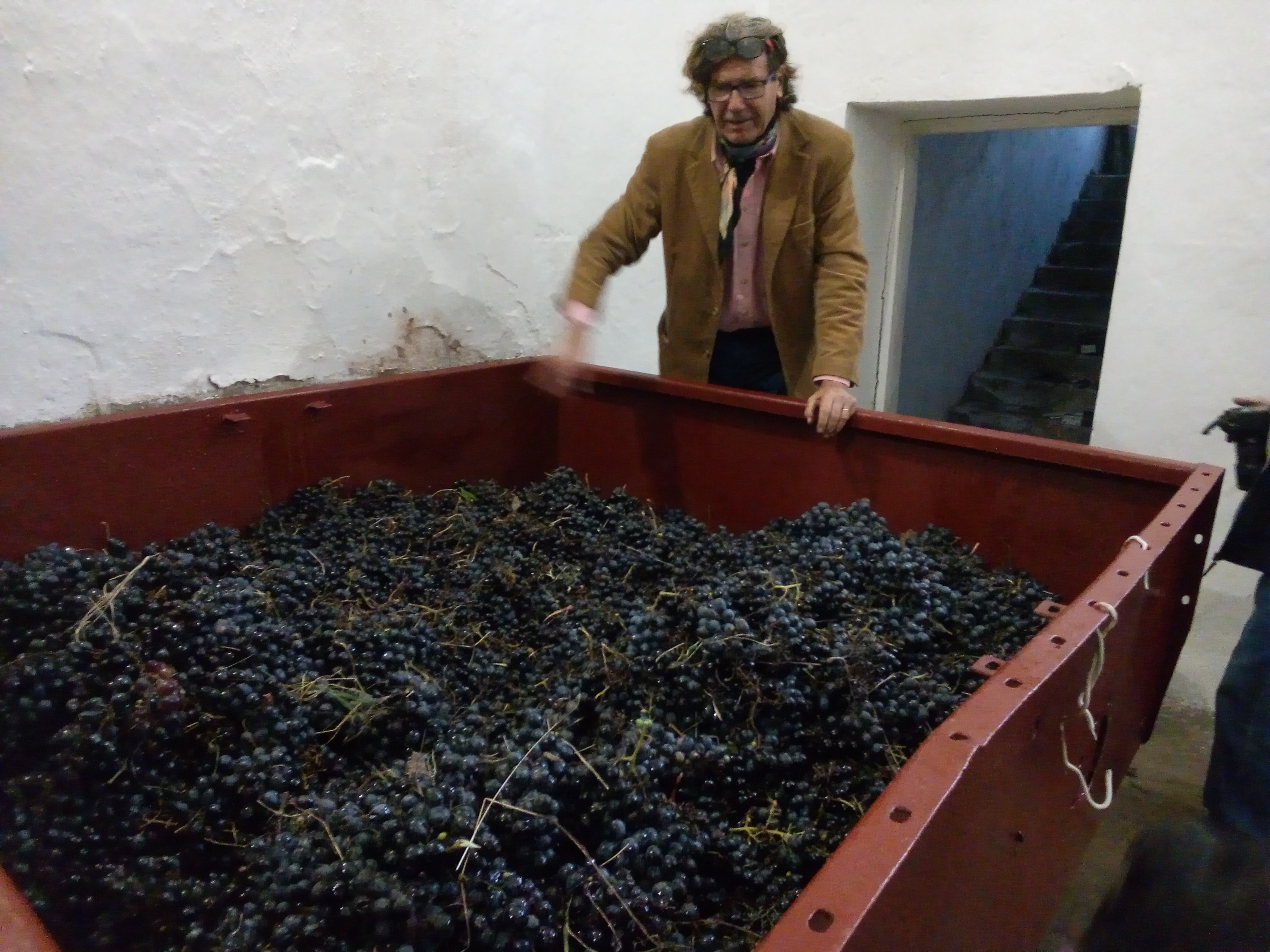
Винороб Крістоф Лакарен після збору врожаю

ТМ «Leleka Wines». Бренд розташований у селі Розівка. Власність Wine Discovery Selection.
СФГ «Стоянов». Засноване 1991 року. Розташоване у гирлі річки Дунай, біля міста Кілія. Власник Георгій Стоянов. Об'єм виробництва складає 5 тисяч літрів на рік. Теруар посадки виноградників становить 11 га, що вдало розташовані на березі річки Кислицька, неподалік виноробні. Щільність посадки винограду складає 2222 кущі на 1 га.
Білі сорти винограду: Шардоне, Мускат Одеський, Плевен. Червоні сорти винограду: Одеський чорний, Кишмиш Голодриги.
Виноробня Фрумушика-Нова. Заснована 2006 року. Розташовано в долині річки Фрумушика у селі Фрумушика-Нова. Обсяг виробництва якої сягає 16 тисяч літрів на рік. Теруар посадки виноградників складає 6 га.
Білі сорти винограду: Цитронний Магарача, Ркацителі, Сухолиманський білий, Совіньйон Блан. Червоні сорти винограду: Каберне-Совіньйон, Одеський чорний, Мерло, Піно Нуар.
Виноробня «VINOPION». Заснована 2019 року. Об'єм виробництва сягає більше ніж 2 тисячі літрів на рік. Власник Юрій Греков. Місце розташування Болград. Площа посадки виноградників 3 га. Вік лози 15 років.
Білі сорти винограду: Шардоне, Рислінг, Трамінер, Піно Грі, Мускат, Ркацителі. Червоні сорти винограду: Каберне, Мерло, Сапераві, Одеський чорний.

#### Причорномор'я

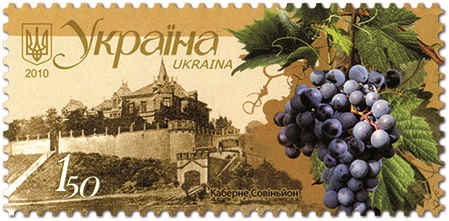
Серія «Виноробство в Україні». Марка України «Каберне Совіньйон»

Виноробня «Вина Гулієвих». Заснована 2005 року. Розташована у смт Великодолинське. Перші виноградники закладені у 1998—1999 роках. Власність родини Гулієвих. Теруар розташований між узбережжям Чорного моря та Дністровським лиманом. Площа ділянки 1000 га – 3300 кущів на гектар. Вік лози від 15 років.
Відомі вина: Merlot (сухе, червоне), Saperavi (сухе, червоне), Rose (сухе, рожеве), Sauvignon (сухе, біле), Chardonnay (сухе, біле), Cabernet (сухе, червоне), Cabernet Reserve (сухе, червоне), Chardonnay Reserve (сухе, біле).
Виноробня «Don Alejandro Winery». Заснована 2005 року. Розташована у Холодній Балці. Власник Олександр Шаповалов. Теруар становить – 14 гектар виноградників. Щільність посадки лози сягає 2600 кущів на гектар. Об'єм виробництва: 167 тис. літрів на рік. Розлив – від 20 до 40 тисяч пляшок.
Відомі вина: Shablis Style (сухе, біле), Claret Puzzle (сухе, червоне), Pulsar (сухе, червоне), Cabernet Sauvignon (сухе, червоне), Quintessence (сухе, червоне), Red Puzzle (сухе, червоне).
Сімейна виноробня Мар'яна Шевченка. Заснована 2012 року. Розташована у місті Бляївка. Власність Мар'яна та Наталії Шевченків. Теруар виноградників складає 0,5 га. Щільність посадки ліз сягає 3200 кущів на 1 га. Об'єм виробництва до 6 тисяч літрів за рік.
Відомі вина: Rose (сухе, рожеве), Оксамит Дністра (сухе, червоне), Чорноморська Перлина (сухе, біле), Каберне (сухе, червоне).
Виноробня «Одесос». Заснована 2019 року. Виноробня розташована в Одесі.
Білі сорти винограду: Трамінер Рожевий. Червоні сорти винограду: Каберне-Совіньйон, Мерло.
Виноробня «Manzul Winehouse». Заснована 2012 року. Розташована у селі Лиманка. Власник Едуард Манзул. Обсяг виробництва вина сягає від 20 до 25 тисяч літрів на рік. Відбірний виноград закуповується на контрактній основі в Болградському районі Одеської області. Вік лози не менше 20 років.
Білі сорти винограду: Мускат Оттонель, Ркацителі, Совіньйон Блан, Шардоне. Червоні сорти винограду: Каберне Совіньйон, Сапераві, Одеський Чорний, Мерло, Галлер.

### Наукові установи та культурні заклади

#### Дослідні установи

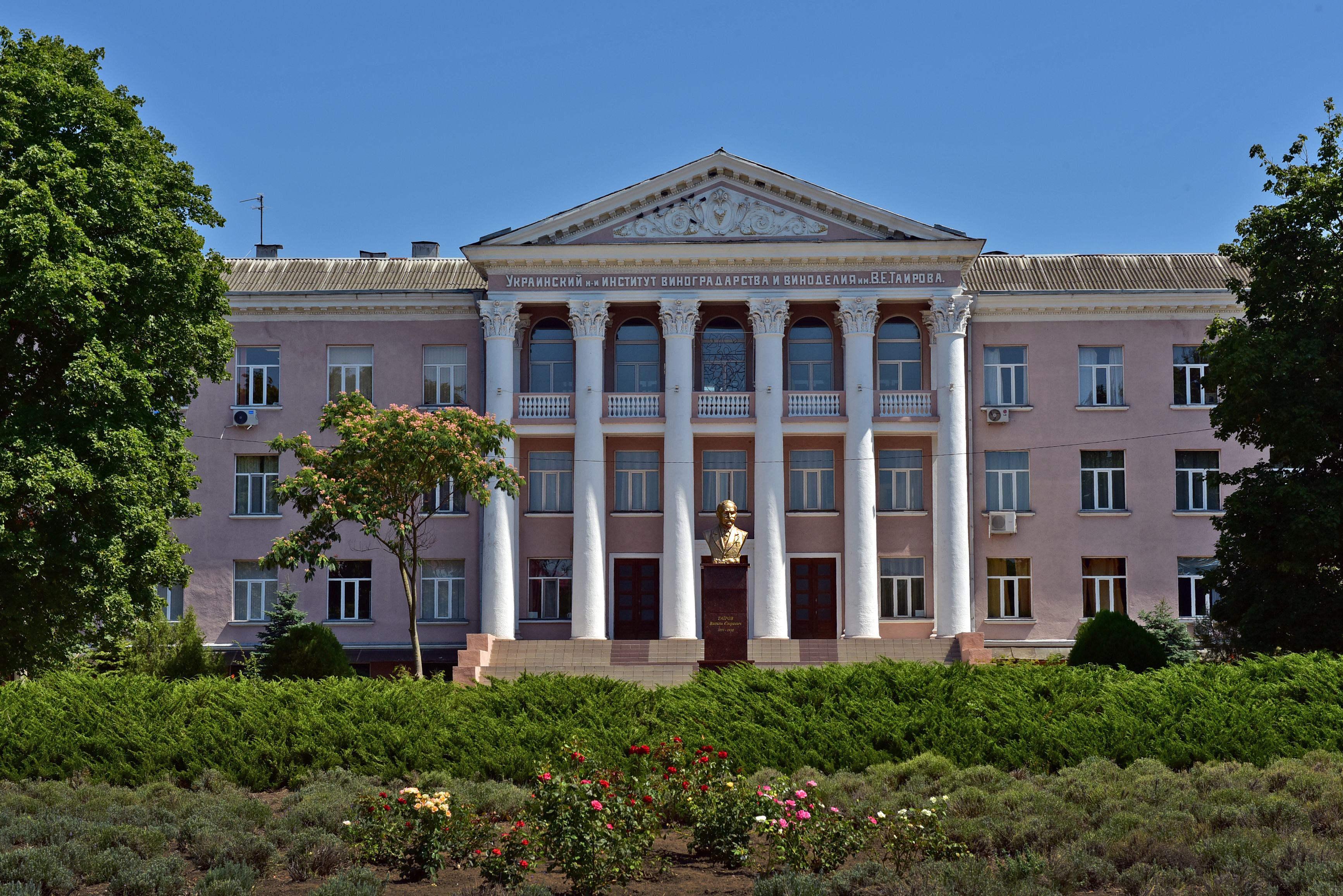
Будівля, де жив і працював Василь Таїров, Таїрове, територія Інститут виноградарства і виноробства імені В. Є. Таїрова

У містечку Таїрове розташована наукова селекційна установа – Національний науковий центр «Інститут виноградарства і виноробства імені В. Є. Таїрова», яка створила понад 130 сортів винограду столового і технічного напрямів і має колекцію із 700 сортів винограду різного генетичного та географічного походження, а також гібридний фонд, який містить понад 15 тисяч сіянців, розробила технології виробництва 30 найменувань вин із сортів винограду власної селекції. Установа видає міжвідомчий тематичний науковий збірник «Виноградарство i виноробство».

#### Культурні заклади
Центр культури вина Шабо – в селі Шабо містить у собі стародавні винні підвали, дегустаційна зала, експозиції сучасного скульптурного та архітектурного мистецтва, а також Музей вина та виноробства.

### Організації
- Асоціація «Виноградні та винороби Одеської області». Заснована 6 листопада 2008 року. Представлена трьома підприємствами засновниками[52].
- Асоціація крафтових виноробів Причорномор'я. Заснована 2019 року. Об'єднує десять виноробів з Миколаївської, Херсонської та Одеської областей[53].

Одеська обласна рада з 2011 року входить у міжнародну Асамблею європейських виноробних регіонів.

## Виробництво

### Виробництво винограду

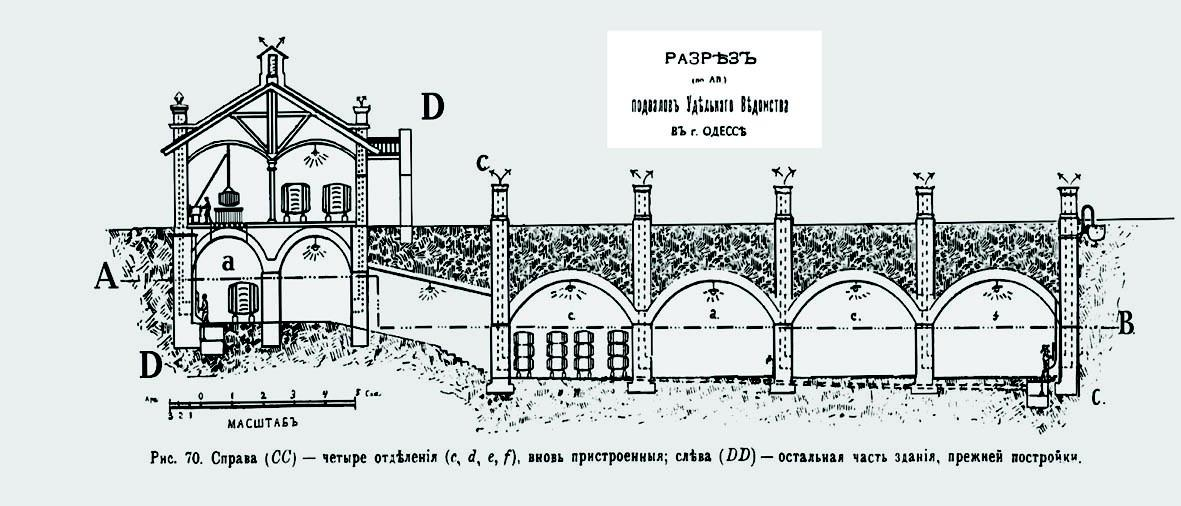
Креслення винних підвалів Франсуа Нуво на момент покупки підприємства департаментом Удільного виноробства

Обсяги виробництва винограду в Одеській області з 2018 року проти 2017 року зросли на 16,97 %. Приріст виробництва у сільськогосподарських підприємствах (включаючи фермерські) 2018 року коли порівняти з 2017 року становив 9,57 %.
Найбільше зростання виробництва винограду в Одеській області відбувся у господарствах населення – 28,26 %. Це свідчить про більшу мотивацію вирощування та виробництво винограду в області.
2017 року частка виробництва винограду сільськогосподарськими господарствами становила 48,56 %, а частка господарств населення – 39,61 %, відповідно частка фермерських господарств – 4,91 %. 2018 року ці частки становили відповідно 43,43 %, 56,40 %, 5,46 %.
Найбільші врожаї винограду в Одеській області збирають у Болградському, Білгород-Дністровському, Тарутинському, Арцизькому, Саратському, Татарбунарському та Овідіопольському районах.
У більшості районів Одеської області виробництво винограду з 2018 року проти 2017 року значно збільшилося, зокрема в Білгород-Дністровському районі приріст становив 20,7 %, у Тарутинському районі – 24,8 %, у Саратському районі – 29,0 %, у Татарбунарському районі – 5,2 %. Найбільший район виробник винограду – Болградський район – демонструє падіння обсягів виробництва винограду на 3,5 %, а Овідіопольський район – на 22,7 %. Водночас спостерігається зростання виробництва винограду 2018 року у порівнянні з 2017 року у тих районах Одеської області, де обсяги виробництва значно менші. Зокрема, в Ізмаїльському районі приріст виробництва становив 36,8 %, у Кілійському районі – 44,4 %, у Ренійському районі – 27,2 %.
| Виробництво винограду в районах Одеської області у 2017—2018 роках | Виробництво винограду в районах Одеської області у 2017—2018 роках | Виробництво винограду в районах Одеської області у 2017—2018 роках | Виробництво винограду в районах Одеської області у 2017—2018 роках |
| Область та райони                                                  | Виробництво винограду, ц                                           | Виробництво винограду, ц                                           | Зростання, %                                                       |
| Область та райони                                                  | 2017                                                               | 2018                                                               | Зростання, %                                                       |
| ------------------------------------------------------------------ | ------------------------------------------------------------------ | ------------------------------------------------------------------ | ------------------------------------------------------------------ |
| Одеська область, усього, у тому числі:                             | 1531785,97                                                         | 1678367,57                                                         | 109,6 %                                                            |
| Болградський район                                                 | 339890,04                                                          | 328154,72                                                          | 96,5 %                                                             |
| Білгород-Дністровський район                                       | 254654,75                                                          | 307383,3                                                           | 120,7 %                                                            |
| Тарутинський район                                                 | 207475,59                                                          | 258963,61                                                          | 124,8 %                                                            |
| Арцизький район                                                    | 214360,26                                                          | 192557,15                                                          | 89,8 %                                                             |
| Саратський район                                                   | 172377,31                                                          | 222425,45                                                          | 129,0 %                                                            |
| Татарбунарський район                                              | 134940,45                                                          | 141974,04                                                          | 105,2 %                                                            |
| Овідіопольський район                                              | 73492,92                                                           | 56804,39                                                           | 77,3 %                                                             |
| Ізмаїльський район                                                 | 46461,75                                                           | 63565,36                                                           | 136,8 %                                                            |
| Кілійський район                                                   | 31254,84                                                           | 45139,38                                                           | 144,4 %                                                            |
| Ренійський район                                                   | 23028,48                                                           | 29281,5                                                            | 127,2 %                                                            |
| Роздільнянський район                                              | 25248,99                                                           | 24935,87                                                           | 98,8 %                                                             |

### Перероблення винограду на виноматеріали
Одеська область перероблює найбільшу частку від збору врожаю з виноградників в Україні. Вона веде перед серед інших областей за обсягом перероблення винограду на виноматеріали. Частка Одеської області в переробленні винограду зростає з 2017 року – 55,75 % до 67,18 % – 2019 року, або на 11,43 %.
| Перероблення винограду на виноматеріали в Україні та Одеській області у 2017—2019 роках | Перероблення винограду на виноматеріали в Україні та Одеській області у 2017—2019 роках | Перероблення винограду на виноматеріали в Україні та Одеській області у 2017—2019 роках | Перероблення винограду на виноматеріали в Україні та Одеській області у 2017—2019 роках | Перероблення винограду на виноматеріали в Україні та Одеській області у 2017—2019 роках |
| Назва регіону                                                                           | Перероблення винограду, т                                                               | Перероблення винограду, т                                                               | Перероблення винограду, т                                                               | Зростання, %                                                                            |
| Назва регіону                                                                           | 2017                                                                                    | 2018                                                                                    | 2019                                                                                    | Зростання, %                                                                            |
| --------------------------------------------------------------------------------------- | --------------------------------------------------------------------------------------- | --------------------------------------------------------------------------------------- | --------------------------------------------------------------------------------------- | --------------------------------------------------------------------------------------- |
| Україна, усього, у тому числі:                                                          | 270850,2                                                                                | 274051,9                                                                                | 124226,6                                                                                | 45,87 %                                                                                 |
| у відсотках                                                                             | 100 %                                                                                   | 100 %                                                                                   | 100 %                                                                                   | 100 %                                                                                   |
| Одеська область                                                                         | 150994,6                                                                                | 142944,2                                                                                | 83452,1                                                                                 | 55,27 %                                                                                 |
| частка у загальній кількості                                                            | 55,75 %                                                                                 | 52,16 %                                                                                 | 67,18 %                                                                                 | x                                                                                       |

### Виробництва вина та виноградного сусла

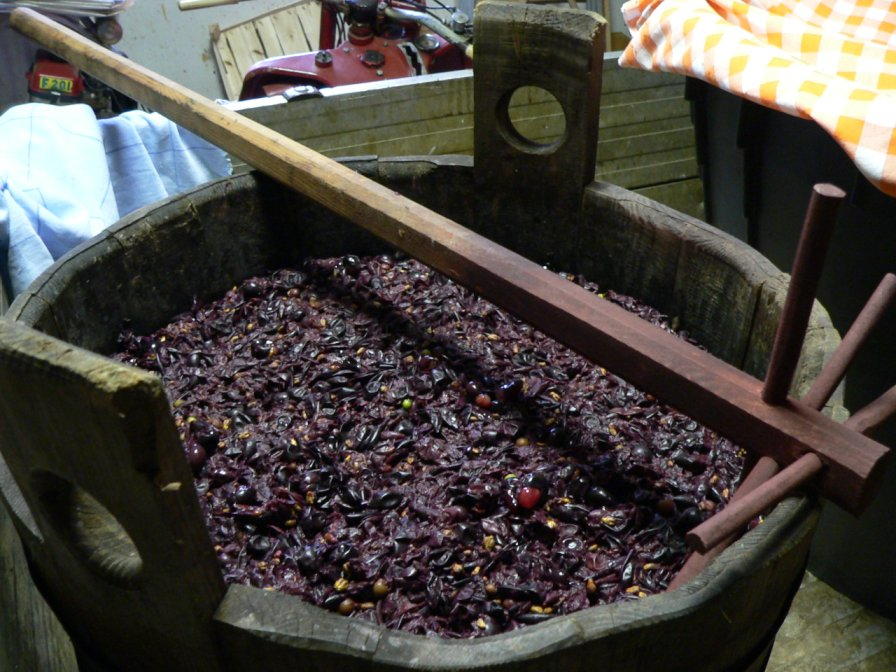
Пресування винограду для приготування сусла

В Одеській області є тенденція до збільшення виробництва вина за всіма номенклатурними позиціями. Так, за позицією «Вино ігристе зі свіжого винограду (крім вина „Шампанське“, в тому числі „Шампанське України“)» виробництво 2018 року порівняно з 2011 роком збільшилося на 40,10 %, хоча обсяги виробництва скоротилися проти 2015—2017 років. За позицією «Вино, з фактичною концентрацією спирту не більше 15 % (крім газованого, ігристого та вина із захищеним позначенням походження)» виробництво 2018 року коли порівняти з 2011 роком, збільшилося на 73,40 %. Суттєвий приріст відбувся за номенклатурною позицією «Вермут та вина, ароматизовані рослинними та ароматичними речовинами, інші зі свіжого винограду» – виробництво 2018 року порівняно з 2011 роком, збільшилося на 40,10 %.
Найбільше зростання має номенклатурна позиція «Виноградне сусло (крім виноградного сусла, шумування якого зупинене шляхом додавання спирту)»: виробництво 2017 року проти 2013 року збільшилося у 3,7 раза, але 2018 року становило лише 79,67 % від рівня 2017 року.
За номенклатурною позицією «Вино з концентрацією спирту понад 15 % (Портвейн, Мадера, Херес та інші)» виробництво 2018 року порівняно з 2011 роком різко зменшилося – на 57,5 %.
Найбільша частка належить виноградному суслу (крім виноградного сусла, шумування якого зупинене шляхом додавання спирту), яка у загальному виробництві за підсумками 2017 та 2018 років, становить відповідно 65,57 % та 57,88 %.
На другому місті – виробництво вина з наявною концентрацією спирту не більше 15 % (крім газованого, ігристого та вина із захищеним позначенням походження); у 2017 та 2018 роках його частки у загальному виробництві становили відповідно 17,81 % та 24,08 %.
Третє місце в регіоні належить виробництву вина ігристого зі свіжого винограду (крім вина «Шампанське» та «Шампанське України») із часткою у виробництві на рівні 11,83 % та 10,77 % відповідно.

## Експорт та імпорт
Експорт та імпорт вин виноградних в Одеській області мають різні тенденції розвитку.

### Експорт
Експорт вин з Одеської області 2016 року різко скоротився відносно рівня 2015 року і став збільшуватися 2017 року. Рівень експорту 2017 року з Одеської області становив лише 78,48 % від рівня 2015 року.

### Імпорт
Імпорт вин до Одеської області у 2015—2017 роках зріс відносно рівня 2015 року, а 2017 року скоротився, хоча і збільшився відносно обсягу імпорту 2015 року на 34,95 %.

## Культура вина
Одеська область має потужні можливості розвитку як винного, так і кулінарного туризму. На сучасному проміжку, спостерігається переважно розвиток винного туризму в області.
На теренах області проходять такі винні заходи: Фестиваль аматорського вина «Живе вино України», Свято бессарабського вина, Фестиваль молодого вина, Регіональний фестиваль майстрів традиційного домашнього виноробства, Bolgrad Wine Fest, Wine Fest.
На Одещині впроваджено проєкт Європейського Союзу «Дороги вина і смаку Української Бессарабії». Він передбачає показ та популяризацію еногастрономічних туристично-рекреаційних маршрутів Одеської області.